# Radowiec (przystanek kolejowy)
Radowiec – zlikwidowany przystanek stargardzkiej kolei wąskotorowej w Radowie Wielkim, w województwie zachodniopomorskim, w Polsce. Przystanek został zamknięty po 1945 roku.